# 제9사단 (육상자위대)
제9사단(일본어: 第9師団 다이큐시단[*], JGSDF 9th Division)은 아오모리현 아오모리시 아오모리 주둔지에 있는 동부 방면대 예하 사단이다.

## 역사
1956년 1월, 9 혼성단이 아오모리 주둔지에서 창설되었다. 6년 뒤 1962년 8월에 제5, 38, 39보통과연대를 예하 부대로 구성함으로써 편성을 마쳤다
1968년 제39보통과 연대와 제9정찰대가 새로 설립된 히로사키 주둔지로 옮겨갔다
1975년 제9음악대가 창설되었다.
1994년, 제9비행대가 창설되었다.
1999년, 사단이 개편되었다. 방위 지역에 아키타현이 추가되고, 제6사단 예하 제21보통과연대를 제38보통과연대와 맞교환하였다. 제9대전차대는 이와테 주둔지에서 하치노헤 주둔지로 옮겨갔다.
2004년, 사단 화학방호소대가 제9화학방호대로 개편되었다.
2010년 3월 26일 즉응 근대화 사단(게릴라, 코만도 대응형)으로 개편되었다. 그에 따라, 각 보통과연대에 01식 대전차 미사일과 96식 무장 장갑차, 89식 소총이 배급되었다. 그리고 제9대전차대가 해체되었다. 제9후방지원연대 예하에 무기대대를 2개 정비대대로 재편성하고, 연대 본부를 아오모리에서 하치노헤로 옮겼다.

## 부대
현재
- 사단 사령부 - 아오모리 주둔지
- 제5보통과연대(4개 중대) - 아오모리 주둔지
- 제21보통과연대(4개 중대) - 아키타 주둔지
- 제39보통과연대(4개 중대) - 히로사키 주둔지
- 제9후방지원연대 - 하치노헤 주둔지
- 제9고사특과대대 - 이와테 주둔지
- 제9설비대대 - 하치노헤 주둔지
- 제9전차대대 - 이와테 주둔지
- 제9통신대대 - 아오모리 주둔지
- 제9비행대 - 하치노헤 비행장
- 제9음악대 - 아오모리 주둔지
- 제9정찰대 - 히로사키 주둔지
- 제9화학 방호대 - 아오모리 주둔지

이전
- 제38보통과연대; 1999년 3월29일, 제6사단으로 전속함.
- 제9특과연대; 1957년 2월 1일 ~ 2020년 3월 26일, 폐지
- 제9대전차대; 1962년 8월 15일, 창설 ~ 2010년 3월 26일, 폐지